# Erik Appelgren
Ulf Erik Appelgren (født 31. marts 1945 i Oscars menighed, Stockholm, død 18. juli 2007) var en svensk instruktør og skuespiller med roller i flere svenske TV-serier. 
Appelgren var primært teaterskuespiller.  Han var engageret ved både Pistolteatern og senere ved Malmö stadsteater.